# Paddan-Aram
Paddan-Aram (Aramees: ܦܕܢ ܐܪ̈ܡ, Paddan Aram, Hebreeuws: פדנה ארם, Paddan ’ǎrām) was een gebied dat refereert naar de noordelijke vlakte in het voormalige Aramese koninkrijk Aram-Naharaim. Paddan Aram betekent in het Aramees 'het veld van Aram', een naam die het vlakke land onderscheidt van de bergachtige streken in het noorden en oosten. In het boek Genesis beschrijft Abraham, de patriarch van de Abrahamitische religies, Aram als "mijn land" (Genesis 24:4).

## Hebreeuwse Bijbel
Paddan-Aram of Padan komt elf keer in de Hebreeuwse Bijbel voor, allemaal in Genesis. In deze verhalen worden Aram-Naharaim, Paddan-Aram en Charan als min of meer uitwisselbaar gebruikt om de plaats aan te duiden waar Abraham kort verbleef met zijn vader Terach, nadat hij Oer had verlaten en op weg was naar Kanaän (Genesis 11:31) en de plaats waar de aartsvaders hun vrouwen zochten om niet te trouwen met de vrouwen uit Kanaän (Genesis 25:20; 28:2-7).
Abrahams neef Betuel, de zoon van Nachor en Milka en vader van Laban en Rebekka, woonde in Paddan-Aram (Genesis 25:20). Rebekka stuurde Jakob ernaartoe, uit de buurt van Esau, om toevlucht daar te vinden. In Mesopotamië trouwde Jakob met Lea en later met Rachel, beiden dochters van zijn oom Laban (Genesis 29:27).

## Rabbijnse interpretatie
Rabbi Isaac leerde dat de mensen van Paddan-Aram schurken waren en dat Rebekka was als een lelie onder de doornen. Hij beschouwde Rebekka's verblijf in Paddan-Aram dus als symbool van Israël onder de volken.